# Dargolewski
Dargolewski (Dergolewski, Gut-Dargolewski, Księżyc z Mieczem, Księżyc i Miecz, Sas Pruski odmienny) – kaszubski herb szlachecki, według Przemysława Pragerta odmiana herbu Sas Pruski.

## Opis herbu
Herb występował przynajmniej w sześciu wariantach. Opisy z wykorzystaniem zasad blazonowania, zaproponowanych przez Alfreda Znamierowskiego:
Dargolewski (Dergolewski, Gut-Dargolewski, Księżyc z Mieczem, Księżyc i Miecz, Sas Pruski odmienny): W polu czerwonym półksiężyc na opak, złoty, pod którym miecz. Klejnot: nad hełmem w koronie trzy pióra strusie. Labry: czerwone, podbite złotem.
Dargolewski II (Lutomski odmienny, Księżyc z Mieczem, Księżyc i Miecz, Sas Pruski odmienny): Półksiężyc jest pod mieczem.
Dargolewski III (Gut-Dargolewski, Zapędowski IIb, Sas Pruski odmienny): W polu błękitnym półksiężyc srebrny, pod którym miecz między dwiema takimiż gwiazdami w pas. Brak hełmu, klejnotu i labrów, nad tarczą sama korona.
Dargolewski IIIa (Zapędowski II, Zapendowski, Gut Zapędowski, Sas Pruski odmienny)
Dargolewski IIIb (Zapędowski IIa, Zapendowski, Gut Zapędowski, Sas Pruski odmienny)
Dargolewski IV (Gut-Dargolewski, Sas Pruski odmienny): W polu błękitnym półksiężyc na opak, srebrny, pod którym miecz na opak między dwiema gwiazdami złotymi. Klejnot: nad hełmem bez korony półksiężyc srebrny z gwiazdą złotą na każdym rogu. Labry: błękitne, podbite srebrem.

## Najwcześniejsze wzmianki
Wariant podstawowy przytaczany przez Dachnowskiego (Herbarz szlachty Prus Królewskich), Ostrowskiego (Księga herbowa rodów polskich), Bonieckiego (Herbarz polski), Nałęcza-Małachowskiego (Zbiór nazwisk szlachty), Uruskiego (Rodzina. Herbarz szlachty polskiej). Według Nałęcza-Małachowskiego herb notowany w Prusach Królewskich od 1418 roku. Wariant II wymieniany przez Niesieckiego (jako herb Lutomskich, błędnie) i Ostrowskiego. Herb Lutomskich wyglądał bardzo podobnie, ale miał pole błękitne a w klejnocie powtórzone godło na ogonie pawim. Wariant III wymieniany przez Nowego Siebmachera i Ostrowskiego. Odmiany IIIa i IIIb to właściwie herby Zapędowskich, niekoniecznie związane z herbami Dargolewskich. Wariant IV wymienił Siebmacher a za nim Ostrowski.

## Rodzina Dargolewskich
Kaszubska rodzina szlachecka z Dargolewa. Pierwsza wzmianka z 1607-1619 (Jan Dargolewski dwojga nazwisk Lisewski), kolejne z 1704 (Dargolewski, poseł na sejm elekcyjny). Jeszcze w XVI wieku Dargolewo było własnością Dzięcielskich, Dargolewscy mają tam działy w latach 1662 i 1682. Rodzina miała też działy we wsi Dzięcielec, Lublewko, Starbienin. Franz von Dargolewski (zm. 1761) posiadał dział w Nawczu, zaś wdowa po nim w Słajszewie. Rodzina wygasła na przełomie XVIII-XIX wieku, ostatnimi z rodu byli Karl Ludwig von Dargolewski oraz Jacob Ludwig von Dargolewski (wzmiankowani w 1784). Dział w Lublewku należał do rodziny jeszcze w 1804. Przemysław Pragert podejrzewa, że rodzina ta ma wspólne pochodzenie z Lutomskimi i Zapędowskimi. Gałąź Dargolewskich z przydomkiem Gut uważa się za wspólny ród z innymi rodzinami używającymi tego przydomka: Zapędowscy, Radoszewscy i inni).

## Herbowni
Dargolewski (Dergolewski, błędnie Dargowicz) z przydomkami Gosk i Gut (Gutt). Z przydomkiem Gut kojarzono niekiedy konkretne odmiany herbu: Dargolewski i Dargolewski III.